# Pictocolumbella
Pictocolumbella is een geslacht van weekdieren uit de klasse van de Gastropoda (slakken).

## Soort
- Pictocolumbella ocellata (Link, 1807)